# 王建侯 (萬曆進士)
王建侯（16世紀—17世紀），號丹舍，陕西甘州行都司山丹衛（治所即今甘肃山丹县）人，官籍，明朝政治人物。

## 生平
萬曆四十六年（1618年）戊午科陕西鄉試第六名舉人，四十七年（1619年）成己未科二甲十四名進士，都察院觀政，四十八年授南京戶部河南司主事，天啓元年（1621年）管揚州鈔關，七年起補山西司主事，升本司郎中，山海管糧。崇祯二年（1629年）改兵部車駕司郎中，三年升職方司，管昌平軍務，升山西副使、薊州兵備。所著有《評注孟子》行世。

## 家族
曾祖王囗，學正。祖父王一心，游击。父王允中，都督同知。